# Nemaschema macilentum
Nemaschema macilentum là một loài bọ cánh cứng trong họ Cerambycidae.